# Аеродром Бојник
Аеродром Бојник, познат и као аеродром Косанчић, налазио се у непосредној близини села Косанчић, надомак Бојника, око 22 km југоисточно од центра града Лесковца. Аеродром је имао површину око 0,4 km². Аеродром је коришћен у током Априлског рата. Штаб Петог ловачког пука и 35. ваздухопловна група, са две ескадриле (ескадриле српских камиказа), које су имале 15 ловаца хокер-Фјури, базирао је на аеродрому Косанчић код Лесковца.
Аеродром је 2012. године продат од стране Војске Србије.